# إبراهيم حجاج (موسيقار)
إبراهيم حجاج (14 أبريل 1916 - 10 نوفمبر 1987) هو موسيقار وكاتب أغاني وموزع موسيقي مصري.

## حياته ونشاته
ولد في 14 أبريل 1916 بحي بولاق بالقاهرة وأحب الموسيقى من صغره، التحق بمعهد فؤاد الأول للموسيقى العربية سنة 1930 بقسم الموسيقى ليدرس العزف على آلة الكمان في القسم الغربي، ودرس العلوم الموسيقية على يد الأستاذ اليوناني كوستاكي، وتلقى دروس في الكتابة الأوركسترالية على يد الاستاذ الإيطالي كانتوني الذي كان مديرًا لدار الأوبرا المصرية، ودرس علوم الموسيقى الغربية على يد صفر علي، والأدوار والموشحات على يد درويش الحريري.

## مسيرته
- كان إبراهيم في معهد الموسيقى العربية يقدم مقطوعات لبعض الموسيقيين المصريين ويقوم بتوزيعها سنة 1942، فوزع أغانى فيلم عايدة لأم كلثوم وكان وقتها يعمل مدرس للموسيقى بوزارة المعارف ورشحه الدكتور محمود أحمد الحفنى للتدريس بمعهد الاتحاد الموسيقى بحى عابدين.[4]
- عين أستاذا للصولفيج والنظريات كمان بمعهد الموسيقى العربية سنة 1946[5]
- الف كتاب النظريات الموسيقية سنة 1947، وكان حريصا في تلك الفترة على الاطلاع على الموسيقى العالمية ودراسة مدوناتها.[6]
- كون فرقة موسيقية لتقدم الموسيقى في الإذاعة المصرية، واتجه الى تأليف موسيقى للأفلام المصرية.[7]
- تكونت فرقة اوركسترا الاذاعة المصرية سنة 1951، وكان قائدا لها وكذلك كل من عزيز صادق، عبد الحليم نويرة وعلى فراج وعطية شرارة وكان من بين عازفيها فنانين موهوبين أمثال محمد عبده صالح ، وعبد الفتاح منسى-على القانون- وكل من جورج ميشيل وعبد الفتاح صبري على العود وانور منسى وأحمد الحفناوي على الكمان وإبراهيم عفيفي على الدف، أما الاوركسترا فقد تولى قيادته كل من محمد حسن الشجاعى وعبد الحليم على ومحمود عبد الرحمن،[8]
- أنشاء وقاد اوركسترا الفرقة القومية للفنون الشعبية ووضع موسيقى برنامجها الاول وكان اخر عمل قدمه موسيقى المسلسل التليفزيوني ابن تيمية في سنة 1987.[9]
- وضع الموسيقى لأكثر من 30 فيلم سينمائي.

## أعماله

### موسيقي
| - البوسطجى - النداهة - زائر الفجر - وجوه للحب - الآنسة حنفي - بيت الأشباح - بنت الشيخ - البيت الكبير - غروب - كدت أهدم بيتى - ابن النيل | - نساء بلا رجال - سيدة القطار - السندباد - أسير الظلام - قطار الليل - سلوا قلبي - ملائكة في جهنم - أنا بنت مين - أنا بنت ناس - الأحدب | - نور من السماء - المقامر - وداعا أيها الليل - العملاق - الجبل - زينب - سفير جهنم - حب وموسيقى وجاسوسية - بنت الشاطىء - الملاك الصغير - عيون لاتنام |

### موسيقى افلام التليفزيون
- السور
- الزيارة
- رجل اسمه عباس
- السوار القاتل
- خالد بن الوليد
- عبيدة بن الجراح
- سالومى

### موسيقى المسرحيات
- عشرة ملوكى
- ياليل يا عين
- الحرافيش
- عروسة النيل
- الحرب والسلام
- دنيا البيانولا

### موسيقى البرامج الاذاعية
- الايام لطه حسين.
- العباسية لعزيز أباظة.
- فارس بنى حمدان.
- البحث عن الذات.
- المصير.
- رابعة العدوية.

### توزيع الموسيقى
- نشيد القسم لمحمد عبد الوهاب
- نشيد الوادى لعبد الوهاب
- الصبر والايمان لعبد الوهاب
- بالوما لمحمود الشريف
- نشيد الصباح للكحلاوى
- اغانى فيلم مصنع الزوجات
- اغانى فيلم عايدة
- نشيد الشباب لرياض السنباطي
- نشيد مصر فوق الجميع لمحمد فوزي
- اغنية معانا مامعناش لعبد العزيز محمود
- الحب جنة ونار لعبد العزيز محمود

### تلحين
- اوبريت الربيع غناء احلام
- نشيد ياسماء الخلود
- موكب النور للاذاهة
- اغنية يادنيا غناء ليلى مراد من فيلم سيدة القطار

### مقطوعات موسيقية للاذاعة
- نزهه
- رقصة شرقية
- فكرة
- فانتازى
- مجيدة
- نادية
- غرناطة
- اشبيلية
- اعياد الشباب
- ازهار
- اشبيلية
- راقصات الليل
- الشباب والمرح
- الصحراء
- اطياف المساء
- وادى الاحلام
- طيور الصحراء
- النيل الخالد
- جمال الريف
- غرام فنان
- رومانس
- شروق
- في حديقة الحيوان
- العباسية
- أشجار عالية
- مهرجان الربيع
- مرح
- ابن النيل
- القافلة
- رقصة الجوارى
- اطلال
- المتهادية

### أشهر أعماله
أعياد الشباب
ليالى القمر
ابن النيل
عازفة الناى
فرحة الاحباب
موسيقى فيلم عفريت سماره
الاندلس
غرام فنان
نادية

## وصلات خارجية
- إبراهيم حجاج على موقع IMDb (الإنجليزية)
- إبراهيم حجاج على موقع الدهليز
- إبراهيم حجاج على موقع قاعدة بيانات الأفلام العربية
- إبراهيم حجاج على موقع قاعدة بيانات الفيلم (الإنجليزية)
- إبراهيم حجاج على موقع ليتربوكسد (الإنجليزية)